# Cairadim Arramli
Cairadim ibne Amade ibne Nuradim Ali ibne Zainadim ibne Abde Alauabe Alaiubi Alfaruqui (em árabe: Khair ad-Din ibn Ahmad ibn Nur ad-Din Ali ibn Zain ad-Din ibn Abd al-Uahab al-Ayubi al-Faruqi) foi um jurista islâmico, professor e escritor do século XVII na então Palestina governada pelo Império Otomano. É bem conhecido por emitir uma coleção de fátuas que se tornou altamente influente na jurisprudência hanafita (uma das quatro principais escolas de pensamento do islamismo sunita) nos séculos XVIII e XIX.

## Vida

### Primeiros anos e estudos
Cairadim Arramli nasceu em Ramla na Palestina otomana. Naquela época, Ramla era uma importante cidade de guarnição (e nos primeiros anos do domínio islâmico tinha sido a capital administrativa do Jundde Filastine, ou distrito militar da Palestina). Arramli recebe seu nome da cidade. Não se sabe muito sobre o início da vida dele, a não ser que começou a ler o Alcorão quando criança. Em 1598-99, viajou para o Egito com seus irmãos mais velhos para estudar em Alazar, a mais alta autoridade acadêmica no islamismo sunita. Lá, fez amizade com Xeique Faíde, um sábio bem conhecido no Egito. Faíde ensinou-lhe lições sobre o Islã e também como cortar o cabelo. Na época, Arramli estava interessado em estudar a escola xafeíta do pensamento muçulmano sunita (madabe), mas foi desencorajado por seu irmão mais velho, Tajadim, que preferia que se concentrasse no madabe hanafita. De acordo com seu biógrafo Maomé Almuibi, teve um sonho em que o fundador da madabe xafeíta, Axafii, afirmou a ele: "Estamos todos no caminho reto". Uma figura sênior no ulema (conselho de estudiosos) de Alazar disse a Arramli que o sonho indicava que deveria seguir o conselho de seu irmão e estudar o madabe hanafita.
Almuibi afirma que Arramli "trabalhou duro" e "superou" Tajadim, posteriormente ganhando a atenção do principal estudioso de Alazar, Xeique Abedalá Anairi. Anairi regularmente convidava Arramli e Tajadim para sua casa e lhes dava aulas particulares sobre o pensamento hanafita. Em 1603, Arramli se formou em Alazar e recebeu certificados honorários de Anairi, bem como de outro erudito sênior, Xeique Abedalá. Antes de seu retorno a Ramla, Arramli parou em Gaza, onde se encontrou com o ulema local e o governador de sanjaco de Gaza, Amade Paxá ibne Riduão. Amade ficou impressionado com as novas credenciais de Arramli e o encorajou a permanecer em Gaza, o que fez por alguns meses.

### Carreira
Ao retornar a Ramla em 1604, começou a ensinar a madabe hanafita aos moradores da área. Rapidamente começou a adquirir propriedades dentro e ao redor da cidade, onde costumava plantar milhares de pomares, incluindo azeitonas, figos e outras frutas. Embora não tenha recebido fundos do Estado otomano nem do waqf, Arramli ordenou a reabilitação de várias mesquitas e santuários na área circundante. Também financiou o pessoal religioso e seus alunos que vieram de várias partes do Império Otomano. Entende-se que Arramli usou as receitas de suas atividades agrícolas para financiar a maioria de suas atividades financeiras, permitindo que se tornasse um filantropo em sua comunidade. De acordo com o biógrafo Ibraim Aljanini, coletou cerca de 1 200 livros com várias cópias que forneceu a funcionários provinciais, ulemás e xeques que os solicitaram.
Arramli imediatamente emitiu numerosos fátuas assim que se estabeleceu em Ramla, embora não tenha sido oficialmente nomeado mufti pelo Estado. No entanto, suas decisões – que aparentemente foram capazes de anular o fátua emitido por muftis oficiais – supostamente chegaram a Jerusalém, Damasco, Meca, Istambul e Magrebe (noroeste da África). Concedeu certificados legais de aprovação a vários estudiosos muçulmanos desses lugares. De acordo com Muibi, "qualquer um que pediu recebeu um, oralmente ou por escrito". Maomé Alaxari, o Grande Mufti de Jerusalém que aderiu à madabe xafeísta, foi um dos muitos juristas muçulmanos de alto escalão que solicitaram um certificado dele. Os muftis (xafeístas e hanafita) de Damasco e outras grandes cidades da província de Damasco consultavam Arramli sempre que surgiam problemas com relação às regras religiosas. Notou-se que mesmo os beduínos da região que geralmente desrespeitavam a xaria respeitavam qualquer fátua emitida por ele devido às relações cordiais entre eles e Arramli. Durante esse período, Arramli também começou a importar várias sementes do Egito e as apresentou a Ramla.

### Legado
Arramli morreu em sua cidade natal em 1671 aos 86 anos. Almuibi o descreveu como "o último dos grandes 'ulemás". Os fátuas ("múltiplos éditos") de Arramli foram compilados em sua forma final em 1670, em uma coleção intitulada al-Fatawa al-Khayriyah. Esses fátuas são um registro contemporâneo da época e também dão uma visão complexa das relações agrárias. Estudiosos modernos estão usando suas obras para traçar o caminho da consciência territorial embrionária, especificamente a da Palestina. Suas fátuas fazem referência à província romana de Palestina Prima, ou como era conhecida no início do período islâmico, Junde de Filastine. Pensava-se originalmente que o termo morreu durante os estados mamelucos e otomanos, pois não usavam esse conceito, no entanto, a maneira como Arramli usou o termo sugere o contrário. Quando é trazido à tona, nunca define o termo, e o usa apenas de passagem, sugerindo que seu público teria uma compreensão do que quis dizer.